# Kanton Marseille-Notre-Dame-Limite
Kanton Marseille-Notre-Dame-Limite (fr. Canton de Marseille-Notre-Dame-Limite) je francouzský kanton v departementu Bouches-du-Rhône v regionu Provence-Alpes-Côte d'Azur. Tvoří ho část města Marseille a zahrnuje části městských obvodů 14 a 15.

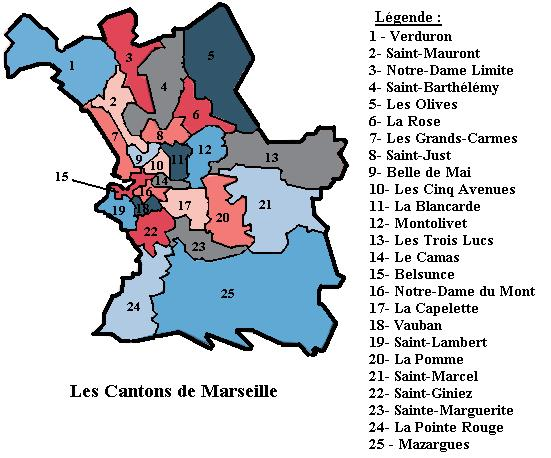
Kantony města Marseille